# Saint-Maurice-de-Gourdans
Saint-Maurice-de-Gourdans è un comune francese di 2 484 abitanti situato nel dipartimento dell'Ain della regione dell'Alvernia-Rodano-Alpi.

## Società

### Evoluzione demografica
Abitanti censiti